# Dōtaku

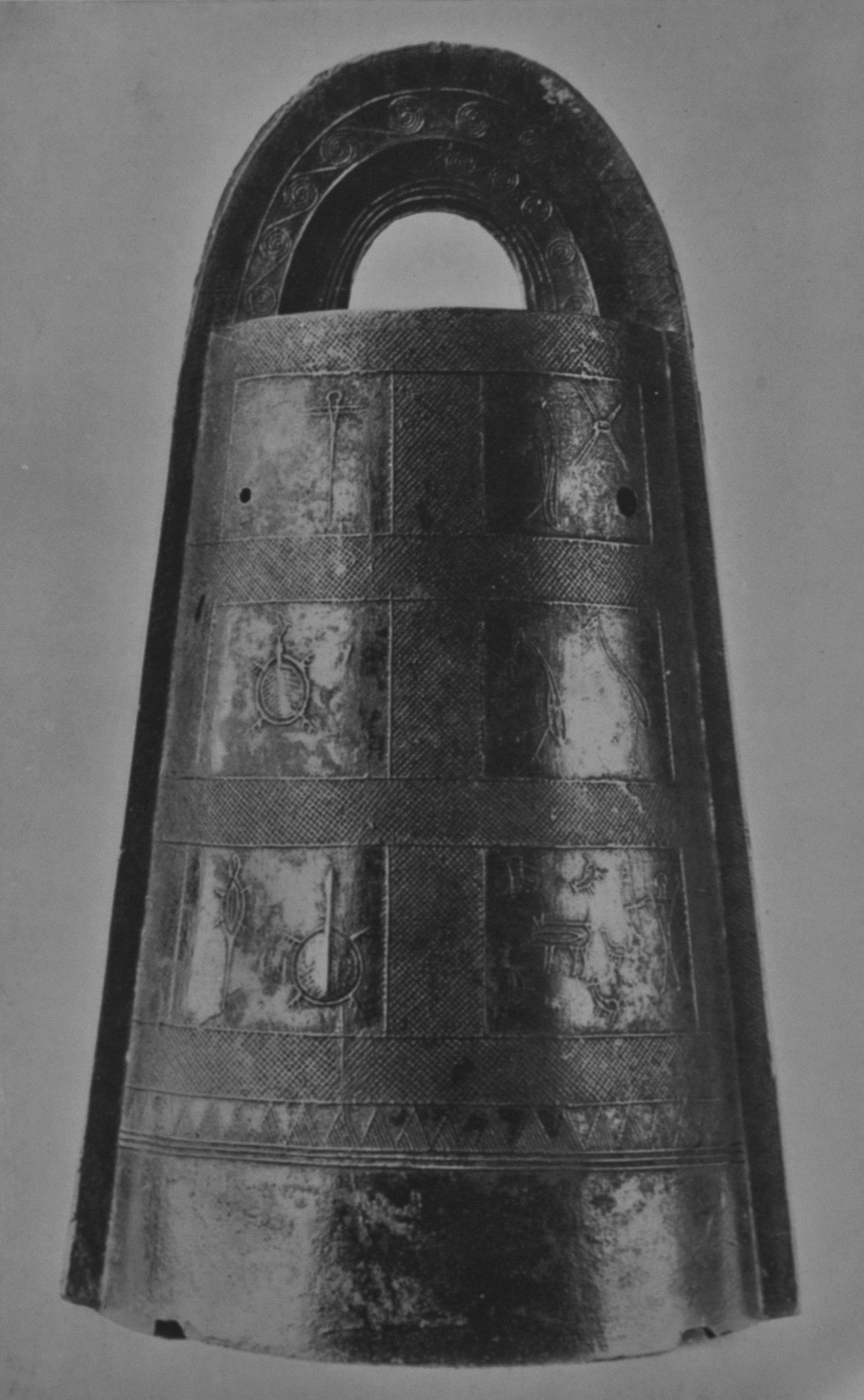
Dōtaku en el Museo Nacional de Tokio, parte de los Materiales arqueológicos del Tesoro Nacional de Japón.

Dōtaku es el nombre en japonés de un objeto ritual en forma de campana fabricado en bronce durante el periodo Yayoi.
Las dōtaku se utilizaron durante unos 400 años, entre el siglo II a. C. y el siglo II d. C. (correspondiente al final del periodo Yayoi), y prácticamente solo se usaban como decoración para rituales. Estaban ricamente decoradas con patrones que representaban la naturaleza y animales, entre los que se encuentran las libélulas, mantis religiosas y arañas. Los historiadores creen que estas campanas se usaba para orar por las buenas cosechas, ya que los animales que aparecen son enemigos naturales de plagas de insectos que atacan campos de arroz.
Según el folclore japonés, las dōtaku se usaban como campanas de emergencia. Se solían emplear en casos de invasión, especialmente de guerreros de la península de Corea. Cuando los centinelas detectaban invasores, hacían sonar la dōtaku como alarma, para que la gente pudiera ocultarse o esconder sus posesiones, y a su vez para alertar a los defensores con tal de que se prepararan para repeler al enemigo.

## Historia
Durante la era Yayoi (400 a. C. - 300 d. C.), se produjo una gran cantidad de innovaciones tecnológicas. A diferencia de los nómadas anteriores del  Jōmon, los Yayoi enfatizaron en tener grandes asentamientos comunitarios y desarrollaron el cultivo de arroz en el siglo III. Además, aprendieron a fundir bronce y hierro para crear diversos objetos metálicos como armas, espejos y varias herramientas. Entre los objetos de bronce, se crearon las dōtaku, uno de los objetos más distintivos de la época. En los últimos años, los investigadores han estudiado estas campanas para descifrar sus orígenes, cómo fueron creados, sus diversos propósitos y las razones de las imágenes en el cuerpo principal.

## Origen
A pesar de ser un artefacto muy conocido de la era Yayoi, el concepto de "dōtaku" no se originó inicialmente en Japón. Según varios estudios, se cree que estas  campanas se derivan de modelos coreanos anteriores y más pequeños que adornaban caballos y otros animales domésticos. También se pueden relacionar con las campanas de ganado chinas,  zhong , que eran campanas sin badajos utilizadas para componer música ritual. Sin embargo, estudios posteriores muestran que los Yayoi no tenían granjas de ganado, y aunque varias dōtaku tienen anillos de suspensión y badajos, hacen "tonos apagados" o "sonidos de traqueteo" cuando se golpea, lo que sugiere que no estaba destinado a sonar. Por lo tanto, las campanas de China se importaron como objetos rituales independientemente.

### Localización
En total, se han encontrado más de cuatrocientos dōtaku en Japón, principalmente en la zona occidental de Honshu, el distrito de Tokai, Shikoku, y la región de Kansai, incluyendo Kyoto, Nara y Osaka. El primer descubrimiento registrado de una dōtaku fue en el 662, en un templo ubicado en la Prefectura de Shiga. A menudo se encuentran enterrados en laderas aisladas, ya sea individualmente, en parejas o en grandes grupos junto con varios espejos de bronce y armas. Cuando se enterraban en grupos, los investigadores han especulado que varios clanes enterraron cada uno su propio dōtaku  en un área para indicar la unidad de todos los clanes.

## Descripción

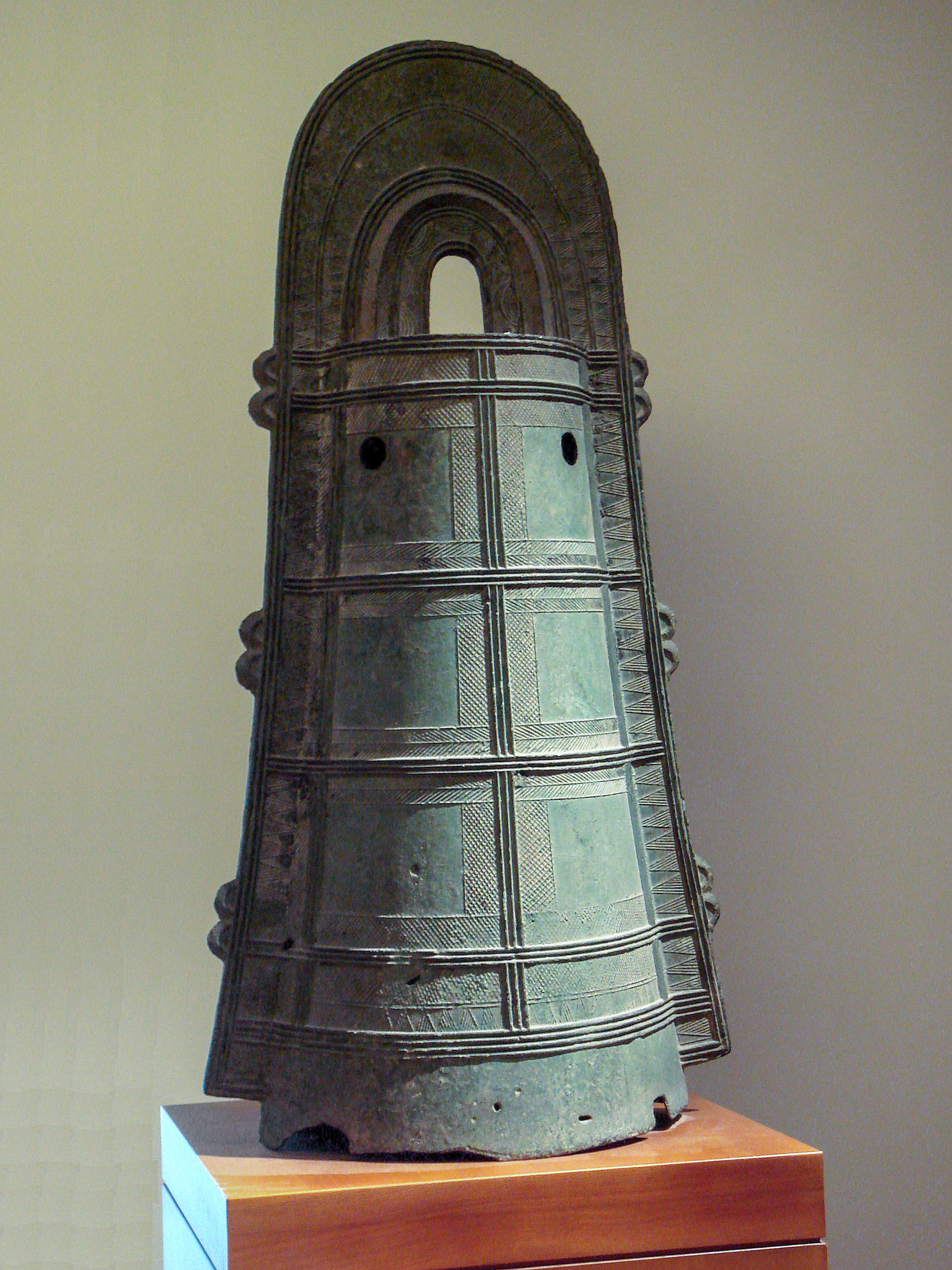
Un dōtaku del periodo Yayoi,.

Físicamente, el cuerpo de una dōtaku  consiste en "una forma de cono truncado" con una sección transversal ovalada y cuenta con filas de bandas horizontales divididas en el centro por una fila vertical. Arqueándose y extendiéndose sobre la parte superior y los lados del cuerpo hay una "fila elaborada con un diseño de diente sierra y espirales salientes". Los materiales utilizados para las campanas procedían tanto de Corea como de China, ya que los recursos de bronce no se hallaron en Japón hasta el siglo VII, por lo que el bronce se consideraba más valioso que el hierro. Además, los investigadores han detectado rastros de plomo dentro de las campanas, lo cual era una característica común de los metales chinos. Estas campanas Yayoi varían en altura desde unos pocos centímetros hasta un metro de alto. Junto con la altura variable, los estilos de las campanas también difirieron mucho. En varias regiones, esta producción dispersa continuó hasta que un grupo de herreros de bronce se congregó y decidió establecer un estándar.

### Elaboración
Estas campanas se hicieron originalmente mediante el uso de moldes de arenisca de dos partes, en los que "se tallaban diseños" para crear la apariencia de bronces en relieve en la superficie exterior. Muchos de estos moldes de arenisca se encontraron en abundancia en el norte de Kyūshu y cerca de Kioto, Osaka y Nara. A medida que pasaba el tiempo, las dōtaku se volvían gradualmente más grandes y más delgadas debido al hecho de que empezaron a fabricarse con moldes de arcilla en lugar de arenisca. Esto permitió un trabajo más detallado, con dibujos de líneas simples, en comparación con los moldes de arenisca más pequeños y gruesos.

## Usos principales
Otros propósitos de las dōtaku todavía están siendo debatidos por los investigadores, pero es seguro que fueron utilizados para rituales y ritos agrícolas, como lo apoyan varias fuentes. Los investigadores sugieren que, cuando no se usa, las campanas fueron enterradas en el suelo para recibir la "energía" de la Tierra, asegurando así la fertilidad agrícola para la comunidad; también se creía que se habían utilizado para rezar pidiendo lluvia. Estas creencias y sugerencias están respaldadas por el hecho de que muchas presentaban inscripciones de agua corriente, aves acuáticas, peces, barcos y objetos agrícolas. Aunque se desconoce si las dōtaku fueron utilizadas por los caciques para los pequeños principados o por las aldeas en las fiestas públicas de la comunidad, si bien es cierto que pertenecían a la comunidad en su conjunto y no a un individuo.